# Agapetes burmanica
Agapetes burmanica är en ljungväxtart som beskrevs av William Edgar Evans. Agapetes burmanica ingår i släktet Agapetes och familjen ljungväxter. Inga underarter finns listade i Catalogue of Life.